# Сады осенью
«Сады осенью» (фр. Jardins en automne) — французский художественный фильм режиссёра Отара Иоселиани, вышедший на экраны в 2006 году.

## Сюжет
Пожилой министр (Северин Бланше) потерял должность. Теперь ему приходится учиться жить без привилегий, сменив круг общения с великосветских раутов на окружение друзей столь далёкой юности.

## В ролях
| Актёр                 | Роль                                                      |
| --------------------- | --------------------------------------------------------- |
| Северен Бланше        | Винсент, министр (Vincent, le ministre)                   |
| Жасинта Жаке          | Барбара, уборщица (Barbara, la balayeuse)                 |
| Отар Иоселиани        | Арно (Arnaud)                                             |
| Лили Лавина           | Рыжая Матильда (Mathilde, la rousse)                      |
| Дени Ламбер           | Геге из бистро (Gégé, le bistrotier)                      |
| Мишель Пикколи        | Мари, мать Винсента (Marie, la mère de Vincent)           |
| Паскаль Венсан        | Теодьер, второй министр (Théodière, le deuxième ministre) |
| Саломе Бедине-Мхеидзе | Бывшая невеста (L'ex-fiancée)                             |
| Кристиан Грио         | Судебный пристав (L'huissier)                             |
| Матиас Юнг            | «Летучая мышь» (Le chauve)                                |
| Владимир Войнович     | Эпизод                                                    |

## Съёмочная группа
- Режиссёр: Отар Иоселиани
- Автор сценария: Отар Иоселиани
- Оператор: Вильям Любчанский
- Композитор: Николай Зурабишвили
- Монтаж: Отар Иоселиани, Ева Ленкиевич

## Премии
- Специальный приз на МКФ в Мар-дель-Плата в 2007 году.

## Рецепция
«Я сделал комедию о печальной обязанности человека подчиняться правилам этого мира», — сказал о своём фильме режиссёр.

По мнению Юрия Гладильщикова, «Сады осенью» составляет, вместе с двумя другими фильмами Иоселиани, «Истина в вине» и «Утро понедельника», 
«трилогию о том, чего жаждет, боится, во что верит мужчина, достигший критического возраста».
Сложив два мифологических понятия — «сады Гесперид» и «осень богов» — Иоселиани получил «Сады осенью». Игра слов (предумышленная или нет) не случайна — она очень точно отражает то, что мы видим на экране. Режиссер запечатлел предзакатную Францию — отёкшую, ватную, водянистую, мерно качающуюся из стороны в сторону под звуки арабской дудочки и негритянских барабанов.

## Прокат
- Премьера в мире: 7 июля 2006
- Премьера в России: 26 октября 2006, «Кино без границ»
- Сборы в России: $65 000
- Релиз на DVD: 26 июня 2008, «Cinema Prestige»